# 伏牛花皮粉蝨
伏牛花皮粉蝨（学名：Pealius damanacanthi）为粉蝨科皮粉蝨屬下的一个种。